# Estudios celtas

Las naciones celtas, donde hoy se concentra la mayoría de hablantes de lenguas celtas

Estudios celtas o celtología es la disciplina académica dedicada al estudio de cualquier tipo de producción cultural relacionada con los pueblos de habla celtas (es decir, hablantes de lenguas celtas). Esto abarca desde la lingüística, la literatura y la historia del arte, hasta la arqueología y la historia, con énfasis en el estudio de las diversas lenguas celtas, vivas y extintas. Las áreas principales de enfoque son las seis lenguas celtas actualmente en uso: irlandés, gaélico escocés, manés, galés, córnico y bretón.
Como materia universitaria, se imparte en varias universidades, la mayoría en Irlanda, el Reino Unido o Francia, pero también en Estados Unidos, Canadá, Australia, Alemania, Polonia, Austria y los Países Bajos.

## Historia
Los estudios escritos sobre los celtas, sus culturas y sus lenguas se remontan a relatos griegos y latinos de la Antigüedad clásica, posiblemente comenzando con Hecateo de Mileto en el siglo VI a. C., y conocidos sobre todo por autores como Polibio, Posidonio, Pausanias, Diodoro Sículo, Julio César y Estrabón. Los estudios celtas modernos se originaron tras la Revolución de Gutenberg, cuando muchos de estos autores clásicos fueron redescubiertos, publicados como ediciones príncipe producidas en masa mediante la imprenta, y traducidos a lenguas vernáculas.
El interés académico por las lenguas celtas surgió de la lingüística comparada y la lingüística histórica, establecidas a finales del siglo XVIII. En el siglo XVI, el humanista renacentista George Buchanan, hablante nativo de gaélico escocés, estudió comparativamente las lenguas goidélicas. El primer gran avance en la lingüística celta llegó con la publicación de Archaeologia Britannica (1707) del erudito galés Edward Lhuyd, quien fue el primero en reconocer que el galo, el britónico (galés, córnico) y el irlandés pertenecen a la misma familia lingüística. Lhuyd también publicó una traducción al inglés de un estudio de Paul-Yves Pezron sobre el galo.
En 1767, James Parsons publicó su estudio The Remains of Japhet, being historical enquiries into the affinity and origins of the European languages. Comparó un léxico de 1000 palabras de irlandés y galés y concluyó que originalmente eran la misma lengua; después comparó los numerales en muchas otras lenguas.
El segundo gran salto se produjo cuando sir William Jones postuló que el sánscrito, el avéstico, el griego, el latín y muchas otras lenguas —incluidas «las celtas»— derivaban de una lengua ancestral común. Esta hipótesis, publicada en The Sanscrit Language (1786), sería posteriormente celebrada como el descubrimiento de la familia indoeuropea, de la que surgió el campo de los estudios indoeuropeos.
Aunque la innovadora hipótesis de Jones inspiró numerosos estudios lingüísticos, no fue hasta la monumental Grammatica Celtica (volumen 1, 1851; volumen 2, 1853), del lingüista bávaro Johann Kaspar Zeuss, cuando se hicieron progresos verdaderamente significativos. Escrita en latín, la obra se basa en los primeros textos de irlandés antiguo, galés medio y otras fuentes primarias celtas para construir una gramática comparada, que fue la primera en sentar una base firme para la filología celta. Entre sus muchos logros, Zeuss fue capaz de descifrar y explicar las reglas verbales y gramaticales del irlandés antiguo y también vinculó de manera definitiva las lenguas celtas a la familia indoeuropea.

## Estudios celtas en el ámbito germanófono y los Países Bajos
Muchos consideran que los estudios celtas en alemán (Keltologie) fueron establecidos por Johann Kaspar Zeuss (1806–1856). En 1847, fue nombrado profesor de lingüística en la Universidad Ludwig Maximilian de Múnich. Hasta mediados del siglo XIX, los estudios celtas avanzaron en gran medida como subcampo de la lingüística. Franz Bopp (1791–1867) realizó más estudios de lingüística comparada para vincular las lenguas celtas con la lengua protoindoeuropea. Se le atribuye haber demostrado finalmente que el celta es una rama de la familia de lenguas indoeuropeas. De 1821 a 1864, fue profesor de literatura oriental y lingüística general en Berlín.[cita requerida]
En 1896, Kuno Meyer y Ludwig Christian Stern fundaron la Zeitschrift für celtische Philologie (ZCP), la primera revista académica dedicada exclusivamente a aspectos de las lenguas y literaturas celtas, y que sigue existiendo hoy. En la segunda mitad del siglo, el orientalista Ernst Windisch (1844–1918) hizo contribuciones significativas. Ocupó una cátedra de sánscrito en la Universidad de Leipzig; pero es más recordado por sus numerosas publicaciones en el campo de los estudios celtas. En 1901, el orientalista y celtólogo Heinrich Zimmer (1851–1910) fue nombrado profesor de lenguas celtas en la Universidad Federico Guillermo de Berlín, el primer puesto de este tipo en Alemania. Le siguió en 1911 Kuno Meyer (1858–1919), quien, además de numerosas publicaciones en el campo, estuvo activo en el movimiento de independencia irlandesa.[cita requerida]
Quizá el celtista de habla alemana más importante fue el erudito suizo Rudolf Thurneysen (1857–1940). Alumno de Windisch y Zimmer, Thurneysen fue nombrado para la cátedra de lingüística comparada en la Universidad de Friburgo en 1887; en 1913 pasó a la cátedra equivalente en la Universidad de Bonn. Su notoriedad se debe a su trabajo sobre el irlandés antiguo. Para su obra maestra, Handbuch des Altirischen («Manual de irlandés antiguo», 1909), traducida al inglés como A Grammar of Old Irish, localizó y analizó multitud de manuscritos de irlandés antiguo. Su trabajo se considera la base de todos los estudios posteriores de irlandés antiguo.[cita requerida]
En 1920, Julius Pokorny (1887–1970) fue nombrado para la cátedra de lenguas celtas en la Universidad Federico Guillermo de Berlín. A pesar de su apoyo al nacionalismo alemán centrista y de su pertenencia a la Iglesia católica en Alemania, fue expulsado de su puesto universitario por los nazis debido a su ascendencia judía. Posteriormente huyó como refugiado a Suiza, pero regresó a Alemania en 1955 para enseñar en la Universidad Ludwig Maximilian de Múnich. En Berlín, fue sucedido en 1937 por Ludwig Mühlhausen, un nazi devoto.[cita requerida]
Tras la Segunda Guerra Mundial, los estudios celtas continuaron predominantemente en Alemania Occidental y en la Segunda República Austriaca. Los estudios en el campo continuaron en Friburgo, Bonn, Marburgo, Hamburgo e Innsbruck; sin embargo, no se ha instituido en ningún lugar una cátedra independiente en estudios celtas. En este período, Hans Hartmann, Heinrich Wagner y Wolfgang Meid hicieron contribuciones notables a la comprensión científica de los límites del área lingüística celta y a la localización de la patria de los pueblos celtas. En lo que se convirtió en Berlín Oriental, la cátedra de lenguas celtas en la entonces renombrada Universidad Humboldt permanece vacante desde 1966.
Hoy, los estudios celtas solo se enseñan en un puñado de universidades alemanas, incluidas las de Bonn, Tréveris, y Mannheim, además de la Universidad Johannes Gutenberg de Maguncia y la Philipps de Marburgo. También se enseña en la Universidad de Viena. Solo Marburgo, Viena y Bonn mantienen programas formales de estudio, por lo general como una subsección de la lingüística comparada o general. Solo Marburgo ofrece un máster específicamente en Estudios Celtas. No se han realizado investigaciones en estudios celtas en los antiguos centros de Friburgo, Hamburgo o Berlín desde la década de 1990. La última cátedra restante en estudios celtas, la de la Universidad Humboldt de Berlín, fue suprimida en 1997.[cita requerida]
La única cátedra de estudios celtas en la Europa continental está en la Universidad de Utrecht. Fue creada en 1923, cuando los estudios celtas se añadieron a la cátedra de estudios germánicos a petición especial de su nuevo profesor A. G. van Hamel.

## Estudios celtas en Irlanda y el Reino Unido
Los estudios celtas se imparten en universidades del Reino Unido y de la República de Irlanda. Estos estudios abarcan lengua, historia, arqueología y arte. Además, las lenguas celtas se enseñan en mayor o menor medida en escuelas de Gales, la isla de Irlanda, Escocia, Cornualles y la Isla de Man.
El estudio formal de los Estudios Celtas en universidades británicas a finales del siglo XIX dio lugar al establecimiento de cátedras para sir John Rhŷs, primer Jesus Professor of Celtic en la Universidad de Oxford, en 1874, y para Donald MacKinnon, primera Cátedra de Estudios Celtas en la Universidad de Edimburgo, en 1882. Las instituciones del Reino Unido que cuentan con departamentos y cursos de Estudios Celtas son: las universidades de Aberdeen, Aberystwyth, Bangor, Cambridge, Cardiff, Edimburgo, Exeter (que alberga el Instituto de Estudios Córnicos), Glasgow, Oxford, Swansea, Trinity St David’s, Queen’s University Belfast, Ulster University, la Universidad de las Tierras Altas e Islas y la Universidad de Gales, Centro de Estudios Galeses y Celtas Avanzados. Los cinco mejores programas/departamentos con capacidad de otorgar títulos a partir de 2017 son: (1) Departamento de Anglo-Sajón, Nórdico y Celta en la Universidad de Cambridge; (2) Estudios Galeses y Celtas en la Universidad de Bangor; (3) Estudios Galeses y Celtas en la Universidad de Cardiff; (4) Celta y Gaélico en la Universidad de Glasgow; (5) Estudios Irlandeses y Celtas en la Queen’s University de Belfast.
Un importante financiador de los doctorados en Estudios Celtas en el Reino Unido es el Centro de Formación Doctoral en Lenguas Celtas financiado por el AHRC, que admitió estudiantes de doctorado en el período 2014–2019. El CDT en Lenguas Celtas se administra a través de Celtic and Gaelic en la Universidad de Glasgow y su directora es la profesora Katherine Forsyth.

### Irlanda

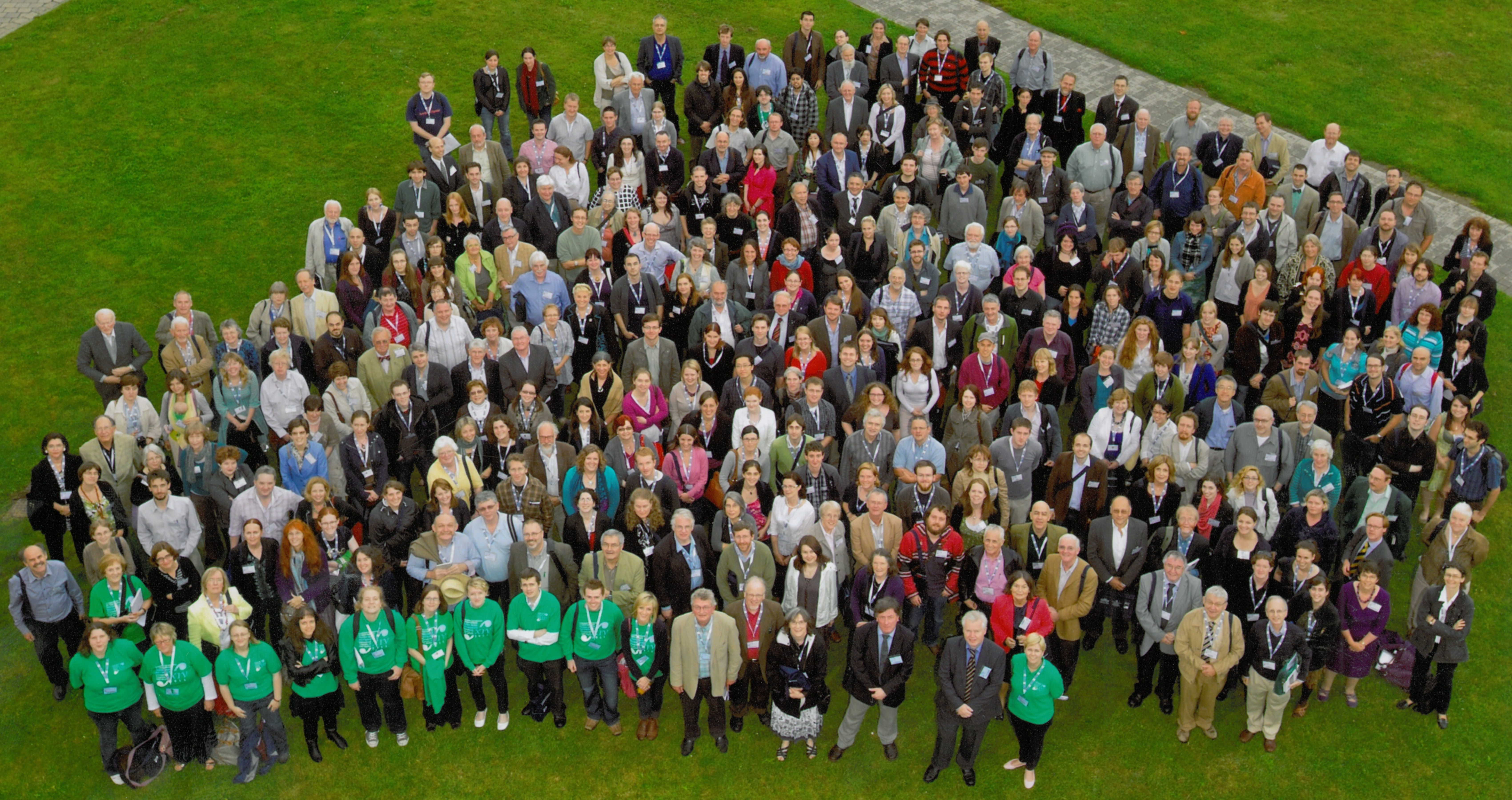
Investigadores en el XIV Congreso Internacional de Estudios Celtas, Maynooth 2011

Los estudios celtas y los estudios irlandeses se imparten en universidades de Irlanda del Norte y de la República de Irlanda. Estos estudios abarcan lengua, historia, arqueología y arte. Además, la lengua irlandesa se enseña en mayor o menor medida en las escuelas de toda la isla de Irlanda.
El inicio de los estudios celtas como materia universitaria en Irlanda podría fecharse con el nombramiento de Eugene O'Curry como profesor de historia y arqueología irlandesas en la Universidad Católica de Irlanda en 1854. En la república, los Estudios Celtas —ya sea como programas completos de Estudios Celtas o como programas de lengua irlandesa— se ofrecen actualmente en la Universidad Nacional de Irlanda, Galway, University College Cork, University College Dublin (la institución sucesora de la Universidad Católica), Universidad Nacional de Irlanda, Maynooth, Trinity College Dublin, Universidad de Limerick, Mary Immaculate College (Limerick) y Dublin City University. El Instituto de Estudios Avanzados de Dublín (DIAS), Escuela de Estudios Celtas, es una institución de investigación pero no otorga títulos. El DIAS y la Royal Irish Academy son editores destacados de investigación en Estudios Celtas, incluidas las revistas Celtica y Ériu.
En Irlanda del Norte, la Universidad Queen's de Belfast y la Universidad del Úlster ofrecen programas de estudios celtas.

### Escocia
En 1874, Donald MacKinnon se convirtió en el primer titular de la Cátedra de Estudios Celtas en la Universidad de Edimburgo, en 1882. Aberdeen, Glasgow y la Universidad de las Tierras Altas e Islas también cuentan con departamentos de estudios celtas.
Un importante financiador de los doctorados en Estudios Celtas en el Reino Unido es el Centro de Formación Doctoral en Lenguas Celtas financiado por el AHRC, que admitió estudiantes de doctorado en el período 2014–2019. El CDT en Lenguas Celtas se administra a través de Celtic and Gaelic en la Universidad de Glasgow y su directora es la profesora Katherine Forsyth.

### Gales
El primer Jesus Professor of Celtic en la Universidad de Oxford fue John Rhŷs. La Universidad de Gales estableció el Centro de Estudios Galeses y Celtas Avanzados, que también abarca los estudios galeses.

### Cornualles
El Instituto de Estudios Córnicos tiene su sede en Falmouth (Cornualles).

## Estudios celtas en Norteamérica
En Norteamérica, los académicos y estudiantes de estudios celtas están representados profesionalmente por la Celtic Studies Association of North America.

### En Canadá
Varias universidades en Canadá ofrecen algunos cursos de estudios celtas, mientras que solo dos universidades ofrecen una licenciatura completa, así como cursos de posgrado. St. Michael’s College en la Universidad de Toronto y la Universidad St. Francis Xavier ofrecen la única licenciatura de su tipo en Canadá, con un enfoque dual en literatura e historia celtas, mientras que el Pontifical Institute of Mediaeval Studies en la Universidad de Toronto ofrece cursos a nivel de posgrado a través de su Centro de Estudios Medievales, junto con la Universidad St. Francis Xavier.
Otras universidades canadienses que ofrecen cursos en estudios celtas, escoceses o irlandeses incluyen la Universidad de Cape Breton, Saint Mary's University (Halifax), Simon Fraser University, la Universidad de Guelph y la Universidad de Ottawa.

### En los Estados Unidos de América
En los Estados Unidos, la Universidad de Harvard es notable por su programa de doctorado en estudios celtas. Los estudios celtas también se ofrecen en las universidades de Wisconsin–Milwaukee, California–Berkeley, California–Los Ángeles, Bard College y muchas otras, incluidos programas en los que un estudiante puede cursar un minor, como en el College of Charleston. Algunos aspectos de los estudios celtas pueden abordarse a través de programas de Estudios Irlandeses, como en la Universidad de Notre Dame.

## Estudios celtas en Francia
En 1804, se fundó la Académie Celtique con el objetivo de desenterrar el pasado galo del pueblo francés. Francia también produjo la primera revista académica dedicada a los estudios celtas, la Revue Celtique. Revue Celtique se publicó por primera vez en 1870 en París y continuó hasta la muerte de su último editor, Joseph Loth, en 1934. A partir de entonces continuó bajo el nombre Études Celtiques.
La Universidad de Bretaña Occidental (Brest) ofrece un máster internacional de dos años, certificado por la Unión Europea, titulado «Lenguas y culturas celtas en contacto». Forma parte del Centro de Investigación Bretona y Celta (CRBC). Estrechamente vinculado a este programa de máster, la Universidad de Bretaña Occidental organiza cada año en junio una Escuela de Verano intensiva en Lengua Bretona y Estudios del Patrimonio Cultural. Esta Escuela de Verano también cuenta con el patrocinio del CRBC y acoge a investigadores de todo el mundo interesados en las lenguas y culturas celtas (y minoritarias) para estudiar bretón, la menos conocida de las lenguas celtas vivas.

## Estudios celtas en otros lugares
Los estudios celtas también se imparten en otras universidades de Europa, incluyendo la Universidad Carolina de Praga (República Checa), la Universidad de Poznań (Polonia), la Universidad Católica de Lublin Juan Pablo II (Polonia), la Universidad Estatal de Moscú (Rusia) y la Universidad de Uppsala (Suecia).
Los estudios irlandeses se enseñan en la Universidad de Burgos (España) y en la Universidad de La Coruña (Galicia). Galicia también cuenta con su propio Instituto Gallego de Estudios Celtas.
Los estudios celtas se imparten tanto a nivel de grado como de posgrado en la Universidad de Sídney (Australia), que también alberga la Conferencia Australiana de Estudios Celtas, de carácter trienal.

## Congreso Internacional de Estudios Celtas
El Congreso Internacional de Estudios Celtas es la principal conferencia académica en el campo de los Estudios Celtas y se celebra cada cuatro años. Se celebró por primera vez en Dublín en 1959. El XV Congreso Internacional de Estudios Celtas tuvo lugar en la Universidad de Glasgow en 2015. En 2019, el XVI ICCS se celebró en la Universidad de Bangor y el XVII ICCS se celebrará en la Universidad de Utrecht en 2023.

## Áreas de los estudios celtas
- Arqueología
- Lingüística y Filología (lingüística histórica)
- Etnología
- Folclore
- Historia
- Literatura
- Onomástica (Toponimia)
- Estudios religiosos (véase Cristianismo celta)
- Ciencia política

## Celtistas destacados
| - Osborn Bergin (1873–1950) - D. A. Binchy - Nora Chadwick - Ann Dooley - Thomas Charles-Edwards - Peter Berresford Ellis (1943-) - Ellis Evans (1930-) - Robin Flower (1881–1946) - Sir Idris Foster (1911–1984) - John Fraser (1882–1945) - Richard Gendall - Ken George - R. Geraint Gruffydd - Anton Gerard van Hamel (1886–1945) - Kathleen Hughes - Kenneth Hurlstone Jackson (1909–1991) - Henry Jenner (1848–1934) - Bobi Jones (1929-) - Alexander Macbain - Breandán Ó Madagain (1942-) - Bernhard Maier (1963-) - Ranko Matasović | - Eoin McKiernan (1915–2004) - Kuno Meyer (1858–1919) - John Morris-Jones (1864–1929) - Robert Morton Nance (1873–1959) - Cecile O'Rahilly (1894–1980) - T. F. O'Rahilly (1883–1953) - Julius Pokorny (1887–1970) - Sir John Rhys (1840–1915) - Ailbhe Mac Shamhráin - Marie-Louise Sjoestedt (1900-1940) - Whitley Stokes - Thomas Taylor (1858–1938) - Derrick Thomson (1921-) - Rudolf Thurneysen (1857–1940) - Calvert Watkins - Glanmor Williams - Sir Ifor Williams (1881–1965) - J. E. Caerwyn Williams (1912–1999) - Nicholas Williams (1942-) - Ernst Windisch (1844–1918) - Johann Kaspar Zeuss (1806–1856) - Heinrich Friedrich Zimmer (1851–1910) |

## Publicaciones especializadas
- Zeitschrift für celtische Philologie (ZCP), est. 1896, Halle.
- Revue Celtique (RC), est. 1870, Paris; continued after 1934 by Études celtiques.
- Ériu est. 1904, Dublin.
- The Bulletin of the Board of Celtic Studies (BBCS), est. 1921, Cardiff; merged with Studia Celtica in 1993.
- Études Celtiques (EC), est. 1936, Paris.
- Celtica. Journal of the School of Celtic Studies, est. 1949, Dublin.
- Studia Celtica, est. 1966, Cardiff.
- Éigse. A Journal of Irish Studies, est. 1939, Dublin.
- Cambrian Medieval Celtic Studies (CMCS), est. 1993, Aberystwyth; formerly Cambridge Medieval Celtic Studies.
- Peritia. Journal of the Medieval Academy of Ireland, Cork.